# Чертищев Володимир Сергійович
Володимир Сергійович Чертищев (нар. 8 листопада 1940, місто Срєтенськ Читинської області, тепер Забайкальського краю, Російська Федерація) — радянський діяч, 1-й секретар Тюменського обласного комітету КПРС. Член Бюро ЦК КП Туркменії з 8 серпня 1987 по 11 травня 1990 року. Член ЦК КПРС у 1990—1991 роках. Член ЦК КПРФ у 1993—2004 роках. Депутат Державної думи Російської Федерації від КПРФ (у 1999—2003 роках).

## Життєпис
Трудову діяльність розпочав у 1957 році слюсарем Краснодарського нафтопереробного заводу. З 1958 року працював слюсарем-монтажником Управління начальника робіт у місті Краснодарі.
У 1964 році закінчив Краснодарський політехнічний інститут.
У 1964—1966 роках — головний механік консервного заводу в місті Баку Азербайджанської РСР.
У 1966—1967 роках — інженер Краснодарського пусконалагоджувального управління тресту «Оргхарчопром» у місті Краснодарі.
У 1967—1968 роках — головний інженер хлібокомбінату міста Урай Ханти-Мансійського автономного округу Тюменської області.
У 1968—1972 роках — старший інженер Урайської нафтоперекачувальної станції, головний інженер головних споруд нафтопроводу Шаїм — Тюмень (Шаїмського нафтопровідного управління) в місті Урай.
Член КПРС з 1971 року.
У 1973—1974 роках — начальник відділу експлуатації Тюменського управління магістральних нафтопроводів у місті Тюмені.
У 1974 році закінчив Тюменський індустріальний інститут.
У 1974—1975 роках — секретар партійного комітету виробничого будівельно-монтажного об'єднання «Сибкомплектмонтаж» у місті Тюмені.
У 1975—1977 роках — інструктор відділу нафтової, газової промисловості та геології Тюменського обласного комітету КПРС.
У 1977—1980 роках — 2-й секретар Сургутського міського комітету КПРС Тюменської області.
У 1980—1984 роках — 1-й секретар Тобольського міського комітету КПРС Тюменської області.
У 1985 році закінчив Академію суспільних наук при ЦК КПРС.
У 1985 — 4 квітня 1987 року — 2-й секретар Ашхабадського обласного комітету КП Туркменії.
4 квітня 1987 — вересень 1988 року — 1-й секретар Ашхабадського обласного комітету КП Туркменії.
У вересні 1988 — 1990 року — голова Комітету народного контролю Туркменської РСР.
26 квітня 1990 — 23 серпня 1991 року — 1-й секретар Тюменського обласного комітету КПРС.
У 1992—1994 роках — голова комітету з організаційної роботи та зовнішніх зв'язків Спілки нафтогазопромисловців Російської Федерації в місті Тюмені.
У 1993 році обраний 1-м секретарем Тюменського обласного комітету КПРФ на громадських засадах.
У 1994—1996 роках — директор представництва нафтової компанії «Сіданко» в Тюменській області.
У 1996 році балотувався в губернатори Тюменської області. При голосуванні в 1-му турі 22 грудня 1996 р. із семи кандидатів набрав 7,62% і посів 5 місце.
У 1997—1999 роках — заступник начальника управління магістральних нафтопроводів у місті Тюмені.
У грудні 1999—2003 роках — депутат Державної думи Російської Федерації за федеральним списком виборчого об'єднання КПРФ, член Комітету з енергетики, транспорту та зв'язку.
З 2003 року — керівник Тюменського обласного відділення КПРФ. З 2007 року — депутат Тюменської обласної Думи від КПРФ.

## Нагороди і звання
- орден «Знак Пошани» (1980)
- медаль «За освоєння надр і розвиток нафтогазового комплексу Західного Сибіру»
- медалі